# Kusal Mendis
Balapuwaduge Kusal Gimhan Mendis (singhalesisch බලාපුවඩුගේ කුසල් ගිම්හාන් මෙන්ඩිස්, * 2. Februar 1995 in Moratuwa, Sri Lanka) ist ein sri-lankischer Cricketspieler, der seit 2015 für die sri-lankische Nationalmannschaft spielt.

## Kindheit und Ausbildung
Mendis besuchte das Prince of Wales College in Moratuwa und erregte dort mit seinem Cricketspiel schon früh Aufmerksamkeit. So wurde er im Jahr 2013 als Schoolboy Cricketer of the Year ausgezeichnet. Im folgenden Jahr führte er als Kapitän die sri-lankische Vertretung beim ICC U19-Cricket-Weltmeisterschaft 2014.

## Aktive Karriere

### Anfänge in der Nationalmannschaft
Mendis gab sein First-Class-Debüt für den Bloomfield C&AC in der Premier Trophy 2014/15. Weitere gute Leistungen sorgten dann dazu, dass die Selektoren ihn für das Nationalteam berücksichtigten. Sein Debüt in der Nationalmannschaft gab er im Oktober 2015 in der Test-Serie gegen die West Indies. Der Sommer begann mit der Test-Serie in England, wo ihm zunächst ein Fifty (53 Runs) gelang. Im Anschluss folgte sein ODI-Debüt in Irland, bei dem er ein Fifty über 51 Runs erreichte. In den folgenden ODIs in England erzielte er zwei weitere Fifties (53 und 77 Runs). Auch gab er sein Twenty20-Debüt bei dieser Tour. Daraufhin reiste Australien nach Sri Lanka, wo ihm im ersten Test ein Century über 176 Run aus 254 Bällen gelang und er als Spieler des Spiels ausgezeichnet wurde. Damit half er beim ersten Test-Sieg gegen Australien seit 1999. Im zweiten Test konnte er bei einem weiteren Sieg seiner Mannschaft ein Fifty über 86 Runs beisteuern. In den ODIs der Tour folgten dann zwei weitere Fifties (67 und 69 Runs). In einem Drei-Nationen-Turnier in Simbabwe im November 2016 erreichte er gegen die West Indies (94 Runs) und den Gastgeber (57 Runs) jeweils ein Fifty und wurde jeweils als Spieler des Spiels und des Turniers ausgezeichnet. Dem folgte eine Tour in Südafrika, wo er jeweils ein Fifty in den Tests (58 Runs) und den ODIs (62 Runs) erreichte. Zum Ende der Saison 2016/17 folgte eine Tour gegen Bangladesch. Hier erzielte er im ersten Test ein Century über 194 Runs aus 285 Bällen und wurde als Spieler des Spiels ausgezeichnet. Im abgebrochenen zweiten ODI der Tour erreichte er ein weiteres Century über 102 Run aus 107 Bällen. Es folgte im dritten Spiel der Serie ein weiteres Fifty (54 Runs) und er wurde als Spieler der Serie ausgezeichnet.
Bei der ICC Champions Trophy 2017 gelang ihm ein Fifty über 89 Runs beim Sieg gegen Indien, wofür er als Spieler des Spiels ausgezeichnet wurde. Gegen Simbabwe konnte er dann ein Fifty in den ODIs (86 Runs) und im Test (66 Runs) erzielen. Zum Ende des Sommers folgte dann ein Century über 110 Runs aus 135 Bällen in der Test-Serie gegen Indien. Im Januar 2018 konnte er in Bangladesch ein Century (196 Runs aus 327 Bällen) und ein Fifty (68 Runs) in den Tests erreichen. In den Twenty20s gelangen ihm zwei Fifties (53 und 70 Runs) für die er jeweils als Spieler des Spiels und letztendlich der Serie ausgezeichnet wurde. Dem folgte ein heimisches Drei-Nationen-Turnier, bei dem er gegen Bangladesch (57 Runs) und Indien (55 Runs) jeweils ein Half-Century erreichte. Im Sommer 2018 konnte er in den West Indies ein Century über 102 Runs aus 210 Bällen im ersten und ein weiteres Fifty über 87 Runs im zweiten Test erzielen.

### Formschwäche und Sperre
Nachdem er beim Asia Cup 2018 enttäuschte, erzielte er in der folgenden ODI-Serie gegen England nach mehr als einem Jahr wieder ein Fifty über 56 Runs. In der Test-Serie konnte er mit 86 Runs ein weiteres erreichen. Dem folgte eine Test-Serie in Neuseeland, wo er im ersten Spiel ein Century über 141 Runs aus 335 Bällen erzielte und so das Remis sicherstellte. Im zweiten Test der Serie folgte ein weiteres Fifty (67 Runs). Die Saison 2018/19 endete mit einer Tour in Südafrika. Hier erzielte er ein Fifty (84* Runs) im zweiten Test, womit er den Serien-Sieg sicherte und als Spieler des Spiels ausgezeichnet wurde. In den ODIs folgten dann zwei weitere Fifties (60 und 56 Runs). In der Vorbereitung der kommenden Weltmeisterschaft konnte er in Schottland ein Fifty über 66 Runs erreichen. Beim Cricket World Cup 2019 selbst waren dann 46 Runs beim Sieg gegen den Gastgeber England seine beste Leistung. Nach dem Turnier konnte er gegen Bangladesch ein weiteres Fifty (54 Runs) erzielen. Gegen Neuseeland erreichte er zum Ende der Saison in den Tests ein Fifty über 53 Runs und in den Twenty20s ein weiteres über 79 Runs. Das Jahr 2020 begann dann mit einem Test-Century über 116* Runs aus 233 Bällen in Simbabwe. Gegen die West Indies folgten in den ODIs ein Century (119 Runs aus 119 Bällen) und ein Fifty (55 Runs).
Im Sommer 2020 war er an einem tödlichen Verkehrsunfall beteiligt und wurde vorübergehend von der Polizei festgenommen. Im Januar wurde er, da seine Leistungen nicht ausreichend waren, aus dem Test-Team gestrichen. Er wurde für einzelne Spiele der kurzen Formate weiterhin berücksichtigt, doch nachdem er im Sommer 2021 in England die Bio-Bubble-Regel auf Grund der anhaltenden COVID-19-Pandemie verletzte suspendiert. Eine Kommission des Verbandes sperrte ihn daraufhin für ein Jahr, womit er den ICC Men’s T20 World Cup 2021 verpasste. Im Januar wurde die Sperre vorzeitig aufgehoben. Nachdem er den Start der Twenty20-Serie in Australien auf Grund einer SARS-CoV-2-Infektion verpasst hatte, gelang ihm im letzten Spiel der Serie ein Fifty über 69* Runs wofür er ausgezeichnet wurde. Auch kam er in das Test-Team zurück und erreichte im März in Indien ein Fifty über 54 Runs. Im Mai folgte zum Beginn des Sommers ein weiteres Test-Fifty (54 Runs) in Bangladesch. Daran schloss sich eine Tour gegen Australien an, wo ihm ein Fifty über 85 Runs in den Tests und zwei weitere Fifties (86* und 87* Runs) in den ODIs. Die Saison endete mit einem weiteren Test-Fifty (76 Runs) gegen Pakistan.

### Aufstieg zum Kapitän
Beim Asia Cup 2022 gelangen ihm gegen Bangladesch (60 Runs) und Indien (57 Runs) jeweils ein Fifty. Daraufhin wurde er für den ICC Men’s T20 World Cup 2022 nominiert, wo ihm gegen die Niederlande (79 Runs) und Irland (68* Runs) jeweils ein Fifty erreichte und als Spieler des Spiels ausgezeichnet wurde. Nach dem Turnier konnte er bei der ODI-Serie gegen Afghanistan ein weiteres Fifty über 67 Runs erreichen. Dies gelang ihm auch (52 Runs) bei der Twenty20-Serie in Indien im Januar 2023. Im März spielte er eine Test-Serie in Neuseeland, bei dem ihm in beiden spielen jeweils ein Fifty (87 und 50 Runs) gelang. ein weiteres Fifty (73 Runs) gelang ihm in den Twenty20s. Danach kam Irland nach Sri Lanka für zwei Tests. Hier konnte er im ersten ein Century über 140 Runs aus 193 Bällen erzielen. Nach einem Double-Century über 245 Runs aus 291 Bällen im zweiten Spiel wurde er als Spieler der Serie ausgezeichnet. Beim ICC Cricket World Cup Qualifier 2023 gelang ihm gegen die Vereinigten Arabischen Emirate ein Half-Century über 78 Runs. Im September konnte er während des Asia Cup 2023 gegen Afghanistan (92 Runs), Bangladesch (50 Runs) und Pakistan (91 Runs) drei Fifties erzielen. Daraufhin folgte der Cricket World Cup 2023, wo ihm gegen Südafrika ein Fifty über 76 Runs und gegen Pakistan ein Century über 122 Runs aus 77 Bällen gelang. Nachdem sich Dasun Shanaka verletzt hatte, übernahm Mendis die Rolle des Kapitäns bei dem Turnier.
Nach dem Turnier wurde er in der Rolle als ODI-Kapitän bestätigt. Als solcher führte er das Team zu ODI-Serien gegen Simbabwe (66* Runs) und Afghanistan (61 Runs) an wo ohm jeweils ein Fifty gelang.